# Les Petites Marionnettes

Les Petites Marionnettes est un film muet français réalisé par Louis Feuillade et sorti en 1918.

## Fiche technique
- Réalisation : Louis Feuillade
- Scénario : Louis Feuillade
- Société de production : Société des Établissements L. Gaumont
- Format : Muet - Noir et blanc - 1,33:1 - 35 mm
- Pays de production : France
- Date de sortie :
  - France : avril 1918

## Distribution
- Yvette Andréyor
- René Cresté
- Louis Leubas
- Édouard Mathé
- Léon Mathot
- Gaston Michel